# Blyxa octandra
Blyxa octandra là một loài thực vật có hoa trong họ Hydrocharitaceae. Loài này được (Roxb.) Planch. ex Thwaites mô tả khoa học đầu tiên năm 1864.